# Tellervo valentia
Tellervo valentia är en fjärilsart som beskrevs av Hans Fruhstorfer 1911. Tellervo valentia ingår i släktet Tellervo och familjen praktfjärilar. Inga underarter finns listade i Catalogue of Life.